# Зінгофен
Зінгофен (нім. Singhofen) — громада в Німеччині, розташована в землі Рейнланд-Пфальц. Входить до складу району Рейн-Лан. Складова частина об'єднання громад Нассау.
Площа — 15,67 км2. Населення становить 1776 ос. (станом на 31 грудня 2020).